# Макарова (река)
Макарова (Якиш, Сиритори) — река на острове Сахалин. Впадает в залив Терпения Охотского моря. Протекает по территории Макаровского городского округа Сахалинской области. Самая длинная река района. Длина реки составляет — 97 км, площадь водосборного бассейна насчитывает 589 км². Берет своё начало на западном склоне Западно-Лисянского хребта, в северной его части. Общее направление течения с северо-запада на юго-восток. В устье располагается город Макаров.
Крупные притоки: правые — Тихоня, Орел, Виктория, Акация.

## Данные водного реестра
По данным государственного водного реестра России относится к Амурскому бассейновому округу.
Код объекта в государственном водном реестре — 20050000212118300005093.